# Edvard Åström
Edvard Åström, född 1856 i Torneå, död 1927 i Nådendal, var en finsk industriman med intressen inom flera branscher.
Edvard Åström grundade Ab Åströms Tekniska Fabrik Oy i Åbo, Finland som bytte namn 1919 till Ab Åströms Fabriker Oy. Namnbytet kom som resultat av fusion av Åströms Tekniska Fabrik med Åström & C:o AB Borst och Penselfabrik. 
Edvard Åström var en av grundarna av Pargas Kalkberg Ab och en av de främsta personerna vid grundandet av Finlands Exportförbund samt en av dess ledande finansiärer.
Edvard Åström var kusin till Karl Robert Åström och Hemming Åström.